# Eulecanium nocivum
Eulecanium nocivum är en insektsart som beskrevs av Borchsenius 1953. Eulecanium nocivum ingår i släktet Eulecanium och familjen skålsköldlöss. Inga underarter finns listade i Catalogue of Life.